# Puente de Piedra
Puente de Piedra är en ort i Mexiko, tillhörande kommunen Naucalpan de Juárez i delstaten Mexiko. Puente de Piedra ligger i den centrala delen av landet och tillhör Mexico Citys storstadsområde. Orten hade 720 invånare vid folkmätningen 2010. 2020 hade befolkningen ökat till 1 013 personer.